# 小長棘鯛
小長棘鯛（学名：Argyrops bleekeri），又名四長棘鯛、盤仔，为鯛科四長棘鯛屬下的一个种。